# Luciano Casali
Luciano Casali (Russi, 26 novembre 1940) è uno storico italiano.

## Biografia
È ordinario dal 1º marzo 2008 di Storia contemporanea presso la Facoltà di Lettere e Filosofia dell'Università di Bologna; docente dal 1972/1973, nel 2005-2006 assume l'insegnamento anche di Storia della Spagna. È nominato "Professore Alma Mater" dal gennaio 2012.
Fra i suoi titoli:
- Visiting Professor Dipartimento di Storia contemporanea dell'Università di Valencia e Dipartimento Storia moderna e contemporanea dell'Università Autonoma di Barcellona.
- vice-Direttore Dipartimento di Discipline storiche Università di Bologna anni 1994/2000.
- Excellence in Teching Award University of California anni 2005/2006.
- membro del Comitato scientifico della rivista “Ricerche storiche” anni 75/88
- membro 1980 al 1991 del Comitato di redazione degli “Annali” dell'Istituto regionale per la storia della Resistenza in Emilia-Romagna anni 1980 /1991;
- fra i fondatori di “Spagna contemporanea”, nel 1991 e mantiene la carica di redattore
- membro del Consejo Asesor di Hispania anni 2002/2005
- Segretario e membro del Consiglio direttivo dell'Istituto storico della Resistenza di Ravenna anni 64/80
- membro Comitato scientifico dell'Istituto regionale per la storia della Resistenza in Emilia-Romagna anni 70/80, poi direttore del comitato anni 89/91
- responsabile delle collane di pubblicazioni del Dipartimento di Discipline Storiche dell'Università di Bologna, collana intitolata Quaderni e Proposte di storia anni 91/2000
- curatore dell'”Annale” rivista del Dipartimento di Discipline storiche anni 98/2000
- coordinatore della collana Saggi e monografie a cura del Dipartimento di Discipline storiche pubblicata da Carocci Roma dal 2006 al 2011 e da Clueb dal 2011 al 2013.
- membro del Comitato scientifico della Fondazione Ex Campo di concentramento di Fossoli (1995-2010) e del Comitato Scientifico della Fondazione “Alcide Cervi” dal 1995.
- membro del Comitato scientifico Centro di documentazione storico-politica sullo stragismo dal 2002.
- membro del Comitato scientifico dell'Istituto Alcide Cervi.
- membro (dal 2017) del Comité Asesor della rivista "Dictatorships & democracies", Journal of History and culture.

È considerato profondo studioso della storia del movimento operaio e contadino in Emilia e Romagna nel decennio successivo all'Unità d'Italia e grazie a questi studi correla il tessuto sociale specifico all'organizzazione partitica e cooperativistica fino ad analizzare le cause dell'avvento del fascismo in tale regione, dall'analisi dello sviluppo del fascismo nella regione il suo studio si irradia nello studio del fascismo e del suo avvento a livello nazionale correlandolo sia a comportamenti individuali che d'insieme che ai metodi di formazione del consenso di massa. Inoltre si occupa dell'analisi comparata dei fascismi europei ed in particolare del fenomeno fascista spagnolo. Nello specifico della storia operaia e contadina dell'Emilia-Romagna si è occupato sensibilmente della vicenda dei Fratelli Cervi.

## Libri e pubblicazioni

### 1964
- Il Movimento di Liberazione a Ravenna, Documenti, Catalogo n. 1, Ravenna, Istituto storico della Resistenza, 1964, 111 pp.
- Appunti sull'antifascismo e la Resistenza armata nel Ravennate, in "Il movimento di liberazione in Italia", n. 77, 1964.

### 1965
- Il Movimento di Liberazione a Ravenna, Documenti, Catalogo n. 2, Ravenna, Istituto storico della Resistenza, 1965, 348 pp.
- con Lino Martini, Antifascismo e Resistenza, in V. E. Taviani, T. Della Valle, Ravenna una capitale. Storia, costumi e tradizioni, Bologna, Alfa, 1965, pp. 329–333.

### 1966
- Problemi della Resistenza emiliano-romagnola in occasione della pubblicistica del Ventennale, in "Il movimento di liberazione in Italia", n. 82, 1966.
- Diario dell'attività partigiana nel ravennate dal luglio 1943 alla liberazione del capoluogo, in "La Resistenza in Emilia-Romagna", n. u., Imola, Galeati, 1966.

### 1967
- con Luigi Arbizzani, Contributo allo studio delle lotte sociali nella Resistenza emiliano-romagnola in Aspetti sociali ed economici della Resistenza in Europa, Milano, Istituto editoriale cisalpino, 1967.

### 1968
- Fascisti, repubblicani e socialisti in Romagna nel 1922. La «conquista» di Ravenna, in "Il movimento di liberazione in Italia", n. 93

### 1969
- La lotta politica nella stampa clandestina bolognese, in "Il movimento di liberazione in Italia", 1969, n. 97

### 1970
- con Addis Pasi Zona 2. Documenti della Resistenza, Alfonsine, Amministrazione comunale, 1970, pp. 119

### 1971
- Antifascismo e Resistenza. Conferenze, testimonianze e documenti sulla Resistenza bagnacavallese, Bagnacavallo, Amministrazione comunale, 1971
- Zona 6. La Resistenza a Cervia e nelle Ville Unite, Cervia, Comitato permanente antifascista, 1971

### 1972
- con Mario Pacor, Lotte sociali e guerriglia in pianura. La Resistenza a Carpi, Soliera, Novi, Campogalliano, Roma, Editori Riuniti, 1972, seconda edizione nel 1980
- con Gianni Giadresco, I compagni di Ravenna, Bologna, University Press, 1972, XXVII-292
- La repubblica di Montefiorino medaglia d'oro della resistenza, Modena, Amministrazione provinciale, 1972

### 1973
- Documenti per una storia dei repubblicani in Romagna 1919-1923, in Movimento operaio e fascismo nell'Emilia-Romagna, Roma, Editori Riuniti, 1973
- Il movimento mazziniano in Romagna dall'astensione alla partecipazione alla lotta elettorale, in L'azione dei mazziniani in Romagna nei primi decenni dopo l'Unità, Ravenna, Edizioni del Girasole, 1973
- Alfonsine: un monumento che si chiama ora e sempre Resistenza, Alfonsine, Amministrazione comunale, 1973

### 1974
- Le Giunte popolari nel Ravennate dalla liberazione alla crisi dell'unità antifascista 1944-1946, in "Italia contemporanea", 1974, n. 114, pp. 69–94.
- I contadini dell'Appennino tosco-emiliano nella Resistenza: Casola Valsenio. Ipotesi e metodologia per una ricerca socio-politica, in "Ricerche storiche", 1974, n.1, pp. 3–19.
- con Luigi Arbizzani, Il «distretto» di Montefiorino, in Le zone libere nella Resistenza italiana ed Europea, Novara, Istituto storico della Resistenza, 1974
- Prefazione,  in Briganti in Romagna 1816-1832, di G. Manzoni, Imola, Galeati, 1974

### 1975
- La Resistenza trent'anni dopo: un problema interpretativo, in «Convegno di studi sulla Resistenza», Alfonsine, Amministrazione comunale, 1975, Conclusioni, ivi
- Note per uno studio della realtà sociale forlivese nel secondo Ottocento, in "Studi romagnoli", Faenza, 1975
- Intervento, "Ricerche storiche", 1975, n. 1

### 1976
- con Dianella Gagliani, Presenza comunista, lotta armata e lotta sociale nelle relazioni degli «ispettori», in L'Emilia-Romagna nella guerra di liberazione, vol. III, Bari, De Donato, 1976
- con Massimo Buda, Dianella Gagliani, Ignazio Masulli, Zoia Veronesi, Indagine sul neo-fascismo in Emilia-Romagna 1º gennaio 1968-25 aprile 1975. I: Attività neo-fasciste ed anti-democratiche; II: Provvedimenti delle autorità, Bologna, Comitato regionale per il XXX Anniversario della Resistenza, 1976
- Prefazione, in Gian Franco Casadio, Rassegna bibliografica della Resistenza ravennate, Ravenna, Comitato per il XXX anniversario della Resistenza, 1976, pp. 5–11.
- Per uno studio delle lotte contadine nel Ravennate: il 1945, in "Studi romagnoli", Faenza, 1976
- Modena e Montefiorino, in «Enciclopedia dell'antifascismo e della Resistenza», vol. III, Milano, La Pietra, 1976

### 1977
- Il Movimento di Liberazione a Ravenna, Documenti, Catalogo n. 3, Ravenna, Istituto storico della Resistenza, 1977
- con Gianfranco Casadio, Le campagne ravennati e la Resistenza, Ravenna, Il Girasole, 1977
- Partiti e movimenti politici nella Resistenza, in Politica e società a Faenza fra '800 e '900, Imola, Galeati, 1977

### 1978
- Poteri locali e celebrazioni della Resistenza: insufficienza della pubblicistica del XXX in Emilia-Romagna, in "Italia contemporanea", 1978, n. 131

### 1979
- Il Commissario. Intervista sulla Resistenza a Modena, Modena, Anpi, 1979, XI-121
- con Dianella Gagliani, Operai e «contadini»: le alleanze di classe nella politica del Partito comunista italiano durante la Resistenza, in "Annali" dell'Istituto Cervi, n.1, Bologna, Il Mulino, 1979
- Lotte sociali e lotta armata. La Resistenza nelle zone montane delle Province di Bologna, Modena e Pistoia, Bologna, Amministrazione Provinciale, 1979

### 1980
- Le origini del PCd'I in Romagna: Il dibattito, l'organizzazione, la sezione militare, in Gastone Sozzi e il partito comunista in Romagna, Roma, Editori Riuniti, 1980, pp. 73–120
- Storia della Resistenza a Modena. Il rifiuto del fascismo, Modena, Anpi, 1980
- Il partito comunista a Pesaro negli anni trenta. Una testimonianza di Oliviero Mattioli, in Società, fascismo antifascismo nel Pesarese 1900-1940, Pesaro, Anpi, 1980, pp. 5–20
- Nota introduttiva, in Una storia per l'azione. Catalogo della stampa periodica, Roma, Editrice sindacale italiana, 1980
- Introduzione, in Alle origini del Pci. Atti del Convegno su Gastone Sozzi, Cesena, Circolo Antonio Gramsci, 1980

### 1981
- La relazione ufficiale inglese su Botteghe d'Albinea, in "Ricerche storiche", 1981, n. 44-45
- L'opinione pubblica italiana di fronte alla Repubblica spagnola, in Col.loqui internacional 2.a Republica espanyola, Tarragona, Universitat, 1981
- I comunisti nel Riminese, in "Storie e storia", 1981
- E se fosse dissenso di massa? Elementi per una analisi della conflittualità politica durante il fascismo, in "Italia contemporanea", 1981

### 1982
- Bologna 1920: le origini del fascismo, Bologna, Cappelli, 1982
- Cultura, società e politica nelle campagne reggiane contemporanee, in "Ricerche storiche", 1982, n. 46
- Prefazione a, Riformisti di Lenin. La cooperazione reggiana nel secondo dopoguerra, di Vladimiro Ferretti, Reggio Emilia, Tecnostampa, 1982

### 1983
- con altri, Guida agli archivi della Resistenza, Roma, Ministero per i Beni Culturali e ambientali, 1983
- La lezione di "Frigio", in "Ricerche storiche", 1983, n. 50-51
- Modena 1930. Antifascismo e comunismo, in "Rassegna di storia", 1983, n. 3
- con Gianfranco Casadio, Russi: dalla Repubblica di Salò alla Assemblea Costituente, Ravenna, Amministrazione provinciale, 1983
- Partiti e Giunte Popolari, in Le Giunte Popolari nel Ravennate, Ravenna, Edizioni del Girasole, 1983
- con altri, Dietro le barricate. Parma 1922, Parma, Amministrazione comunale, 1983, 350 pp.

### 1984
- «Tristi rottami di un triste passato», in "Italia contemporanea", 1984, n. 155
- Introduzione a Rapporto sulla Resistenza nella Zona Piave, di G. Landi, Milano, La Pietra, 1984, L-274 pp.
- La «doppia linea». Appunti e proposte di ricerca sui comunisti reggiani nella Resistenza, in "Ricerche storiche", 1984, n. 52-53

### 1985
- L'opinione pubblica italiana e la guerra civile spagnola, in "Revista internacional de sociología", Madrid, 1984, n. 52, 1985
- Il Campo di Fossoli. Una storia ancora da scoprire, in "Patria indipendente", 1985, n. 9
- La battaglia partigiana di Gonzaga, in "Rassegna di storia", 1985, n. 5
- con altri, Pane e guerra 1935-1945. L'alimentazione civile e militare in Emilia-Romagna, Reggio Emilia, Istituto Cervi, 1985
- Gli studi sull'antifascismo e la Resistenza a Bologna, in "Resistenza oggi", Bologna, Anpi, 1985
- Nota introduttiva e cura con Vladimiro Flamigni in Gastone Sozzi, Lettere a Norma, Cesena, Cooperativa libraria di Romagna, 1985
- Fossoli, Arbeit macht frei. Storia e memoria della deportazione, di Enzo Collotti – Patrizia Dogliani, Carpi, Amministrazione comunale, 1985, pp. 58–59

### 1986
- Spagna 1936. In un clima di disinformazione il fascismo trascinò l'Italia in una nuova avventura bellica, in "Patria indipendente", 1986
- Identikit dell'opposizione, in "Resistenza oggi", Bologna, Anpi, 1986
- L'image de la Catalogne dans les mémoires des combattants italiens, in La guerra i la revolució a Catalunya, Barcellona, Universitat, 1986.
- con Dianella Gagliani, Una storia da scrivere. Contadini e resistenza in Emilia-Romagna, in I contadini emiliani dal Medioevo ad oggi. Indagini e problemi storiografici, Bologna, Il Mulino, 1986
- Dal socialismo al comunismo. Aspetti della cultura del movimento operaio in Emilia-Romagna 1880-1921, in Comunisti a Parma, Parma, Biblioteca Vincenzo Balestrazzi, 1986
- con Sandra Carli-Ballola, Alla ricerca del consenso. La stampa fascista e antifascista nel 1943-44, in Linea Gotica 1944, Milano, Angeli, 1986

### 1987
- La memoria ambigua. Guerra e rivoluzione in Catalogna negli scritti degli italiani, in "Italia contemporanea", 1987, n. 166
- La deportazione dall'Italia. Fossoli di Carpi, in Spostamenti di popolazione e deportazioni in Europa 1939-1945, Bologna, Cappelli, 1987
- Note storiche (e consulenza storica), in Cent'anni di cooperazione, Roma, Editrice cooperativa, 1987
- Introduzione a Tra chiuse mura. Deportazione e campi di concentramento nella provincia di Parma 1940-1945 di Marco Minardi, Montechiarugolo, Amministrazione comunale, 1987
- Chi sono i nemici del popolo. La guerra civile spagnola nella stampa antifascista, in "Rassegna di storia", 1987, n. 7
- Ravenna, Ricci Mario, Gastone Sozzi, Spagna in "Enciclopedia dell'antifascismo e della Resistenza", vol. V, Milano, La Pietra, 1987

### 1988
- Prefazione in Correggio 1920-1945, di Mauro Saccani, Correggio, Amministrazione comunale, 1988
- Prefazione, in Mondo rurale a San Cesario, di Maurizio Ridolfi, San Cesario, Amministrazione comunale, 1988
- Per il pane, lavoro, libertà e non guerra. Appunti sulla stampa sindacale clandestina in provincia di Bologna durante il fascismo, in Il sindacato nel Bolognese. Le Camere del lavoro di Bologna dal 1893 al 1960, Roma, Ediesse, 1988
- Patria, giustizia, libertà, pace. Aspirazioni e mentalità dei combattenti dalla prima guerra mondiale alla Resistenza, in La cultura della pace dalla Resistenza al Patto Atlantico, Ancona, Il lavoro editoriale, 1988,
- Fra antifascismo e rivoluzione, in "Calendario del popolo", 1988, n. 513

### 1989
- con Vladimiro Flamigni, I sovversivi. Antifascisti e perseguitati politici in provincia di Forlì. 1926-1943, Forlì, Anppia, 1989, L-195

### 1990
- Profilo dell'antifascismo bolognese, in "Storia illustrata di Bologna", 13/IV, Milano, Aiep, 1990
- Per una definizione della dittatura franchista, Milano, FrancoAngeli, 1990
- Fra guerra civile e lotta di classe. Il "farsi" della Resistenza nel Modenese nel febbraio - marzo '44, in "Italia contemporanea", 1990, n. 178
- Dopoguerra e fascismo, in "Storia illustrata di Ravenna", Milano, Nuova Aiep, 1990
- La seconda guerra mondiale e la Resistenza, in "Storia illustrata di Modena", Milano, Nuova Aiep, 1990
- Introduzione a La battaglia partigiana di Gonzaga, di Luigi Cavazzoli, Gonzaga, Amministrazione comunale, 1990, II ed.
- Il Primo maggio proibito. 1923-1943, in Storie e immagini del 1º Maggio. Problemi della storiografia italiana ed internazionale, di Gianni C. Donno, Manduria, Lacaita, 1990
- Il Primo maggio nella guerra e nella resistenza, in Storia del Primo maggio, di Renato Zangheri, San Marino, Aiep, 1990

### 1991
- con Giorgio Boccolari, I Magnacucchi. Valdo Magnani e la ricerca di una sinistra autonoma e democratica, Milano, Feltrinelli
- Prefazione a, Il contadino e il partigiano. Antifascismo e guerra di liberazione a Castenaso, di L. Broccoli, Castenaso, Anpi
- Prefazione a Il dissenso durante il fascismo in una provincia veneta: Belluno, di F. Corigliano, Belluno, Isrb
- Prefazione, a La strada per Imola. Alleati, tedeschi e partigiani sulla Linea Gotica settembre - ottobre 1944, di Francesco Montevecchi Bologna, University Press

### 1992
- Italia e Spagna nel mondo contemporaneo, in "Spagna contemporanea", 1992, n. 1
- Prefazione a Gli antifascisti marchigiani nella guerra di Spagna (1936-1939), di R. Lucioli, Ancona, Anpi-Istituto storico della Resistenza,
- L'emigrazione romagnola all'estero durante il ventennio, in "Padania", n. 9
- Studi sulla opposizione al franchismo, in "Spagna contemporanea", n. 2

### 1993
- Il romanzo «rosa» e la diffusione dell'ideologia fascista nella Spagna di Franco. Appunti per una ricerca, in Spagna anni trenta. Società, cultura, istituzioni, di Giuliana di Febo - Claudio Natoli, Milano, FrancoAngeli, 1993
- Intervento, in La Resistenza come problema storiografico, Quaderno n. 4/5 del Centro ricerche Giuseppe Di Vittorio, Milano
- Secondo le migliori regole agrarie». Affitto agrario a Russi all'indomani dell'Unità, "Padania", n. 10
- con M. A. Bernardotti, Brasiliani e partigiani. L'immagine della Resistenza nella memorialistica brasiliana sulla Seconda guerra mondiale, in Al di qua e al di là della Linea Gotica. 1944-1945: aspetti sociali, politici e militari in Toscana e in Emilia-Romagna, a cura di Luigi Arbizzani, Firenze, Regione Toscana
- Società e amministrazione a Russi dopo l'Unità, Il liberalismo romagnolo alla prova, in Alfredo Baccarini, di Mirella M. Plazzi e Angelo Varni, Bologna, Il Nove, 1993
- con Fiorenzo Landi, Natale Gaiba l'antifascista dimenticato, Bologna, Pàtron

### 1994
- Centri di studio e di ricerca in Italia, in Actes 1r. Congrés de Centres d'estudis de parla catalana, Lleida, Institut d'estudis ilerdencs
- Resistenza e fascismo repubblicano. Una mostra sulla "quotidianità" romagnola, in "Memoria e ricerca", n. 3
- Fascismo y antifascismo en la guerra de España, in "Studia historica", vol. X-XI (1992-1993) [ma: 1994], Salamanca, Universidad

### 1995
Presentazione a, I dissidenti. Antifascisti e Resistenza a Cotignola di L. Casadio, Lugo, Walberti
- Istituzioni e vita culturale, Regime fascista e società modenese. Aspetti e problemi del fascismo locale (1922-1939), di L. Bertucelli – S. Magagnoli, Modena, Mucchi
- La lotta di liberazione nel Modenese, in "Modena storia", 1995, n. 9,
- Fascismi. Partito, società e stato nei documenti del fascismo, del nazionalsocialismo e del franchismo, Bologna, Clueb,
- Alcune considerazioni sulla nascita della Resistenza nella pianura modenese, in "Rassegna di storia contemporanea", n. 1-2

Prefazione a, Parole ribelli. I volantini della Resistenza modenese, di Roberta Pinelli Carpi, Nuovagrafica
- Nuestra Señora ha chiuso gli occhi, in "Spagna contemporanea", n. 8

### 1996
- Le difficili origini della Resistenza in Emilia-Romagna, in Ferrara 1943/1993 a cinquant'anni dall'eccidio di Castello Estense, Ferrara, Corbo,
- L'obiettivo bugiardo. A proposito di una mostra fotografica a San Giovanni in Persiceto, in "Strada maestra", n. 40
- Elogio dei «funzionari» in La memoria dei «rossi». Fascismo, Resistenza e Ricostruzione a Reggio Emilia, di Nadia Caiti – R. Guarnieri Roma, Ediesse
- con Alberto Burgio, Studi sul razzismo italiano, Bologna, Clueb
- con Luigi Paselli, Un aggiornamento alla bibliografia sulla Guerra civile spagnola in Italia, in “Spagna contemporanea”, n. 10

### 1997
- Cumer. Il “Bollettino militare” del Comando unico militare Emilia-Romagna (giugno 1944-aprile 1945), Bologna, Istituto per i beni artistici, culturali e naturali della Regione Emilia-Romagna/Patron
- Sovversivi e costruttori. Sul movimento operaio in Emilia-Romagna, in Storia d'Italia. Le regioni dall'Unità a oggi. L'Emilia-Romagna,, di Roberto Finzi Torino, Einaudi
- Il mito di Montefiorino, in Asti contemporanea. Per la libertà, Asti, Istituto per la storia della Resistenza
- con Emanuela Scardovi, Lugo dall'Unità d'Italia ai giorni nostri, in Storia di Lugo, II, L'Età moderna e contemporanea, Faenza, Edt
- con Dianella Gagliani e Mariuccia Salvati, Donne reali, donne immaginate, Bologna, Clueb

### 1998
- Annale 1995-1996 del Dipartimento discipline storiche, Bologna, Clueb
- Quel conservatore di José Antonio…, in “Spagna contemporanea”, n. 12
- Nel 70º anniversario dell'istituzione del Tribunale speciale, Bologna, Patron/Dipartimento di Discipline storiche
- I partigiani della quinta Armata, in "Modenamese", n. 19

### 1999
- Annale 1996-1997 del Dipartimento discipline storiche, Bologna, Clueb
- Prefazione a, I prigionieri di guerra italiani nelle carte del P.R.O. 1943-45. Vita ed organizzazione nei campi, di M. Tagliavini Roma, Anrp
- Autobiografie: fra storia, letteratura e antropologia. La “banca della memoria popolare” di Pieve Santo Stefano, in “Spagna contemporanea”, n. 15
- Prefazione a, La neutralità violata. San Marino 1940-'45, di M.C. Conti, Repubblica di San Marino, Publishing & Editing
- La guerra civile spagnola e l'incrinatura del consenso in Emilia-Romagna, in Immagini nemiche. La guerra civile spagnola e le sue rappresentazioni (1936-1939), Bologna, Editrice Compositori

### 2000
- Verso il ‘77. Propaganda in via Zamboni, in “Annale dell'Istituto Antonio Gramsci Emilia-Romagna”, 2000, n. 2-3
- Presentazione a L'antisemitismo nella Repubblica sociale italiana. Repertorio delle fonti conservate all'Archivio centrale dello Stato, di Rossella Ropa, Bologna, Pàtron, 2000
- con Enzo Collotti, Introduzione, a Leggere Fossoli. Una bibliografia, di S. Duranti - L. Ferri Caselli, La Spezia, Giacché, 2000
- Ricerca storica e uso politico della storia, in Nuove tendenze nella storia contemporanea. Incontro internazionale in ricordo di Pier Paolo D'Attorre, di Dante Bolognesi - Mariuccia Salvati. , Ravenna, Longo, 2000
- L'engany. El 1939 dels italians tot esperant la guerra, Les roptures de l'any 1939, Barcelona, di Manel Risques - Francesc Vilanova - Ricard Vinyes, Publicacions de l'Abadia de Montserrat, 2000
- con Gaetano Grassi Liberazione, Dizionario della Resistenza, di Enzo Collotti - Renato Sandri - Fradiano Sessi I: Storia e geografia della Liberazione, Torino, Einaudi, 2000
- con altri Emilia-Romagna, Bologna, in Dizionario della Resistenza, Torino, Einaudi
- Annale 1997-1998. L'attività di ricerca scientifica del Dipartimento di discipline storiche dell'Università di Bologna, Bologna, Clueb, 2000

### 2001
- Fascismi in Europa, in “I Quaderni del Cardello”, n. 10-2000
- La dittatura franchista. Fascismo europeo o fenomeno “differente”?, in Actes de les jornades sobre la fi de la guerra civil, Olot (Gerona), Patronat d'estudis històrics, 2001, pp. 113–130
- José Antonio Primo de Rivera teorico fascista. La fortuna di una costruzione mitica, in Franquismo/fascismo Franquisme/feixisme Franchismo/fascismo, di J. M. Thomàs, Reus Fundaciò d'estudis socials i nacionals Josep Recasens i Mercadé, 2001
- Umberto Eco El “padre padrone”, in “El Periódico de Catalunya”, 5 ottobre 2001
- L'estrema destra alla ricerca di padri fondatori. La costruzione del mito di José Antonio Primo de Rivera (1930-1980), in “Storia e problemi contemporanei” n. 28, dicembre 2001
- Dizionario della Resistenza (di E. Collotti - R. Sandri - F. Sessi, Torino, Einaudi) II (parti parzialmente o completamente redatte da Casali): Luoghi, formazioni, protagonisti, : Alfonsine, Bosco di Corniglio,m Brisighella, Carpi, Concordia sulla Secchia, Lugo, Faenza, Ferrara, Forlì,Imola, Medicina, Modena, Parma, Piacenza, Ravenna, Reggio nell'Emilia, Rimini, San Marino, Battaglione alleato, Bardi, Bobbio, Montefiorino, Monchio, Baffé famiglia, Irma Bandiera, Barontini Ilio, Gina Borellini, Bortolotti famiglia, Cervi fratelli, Gabriella Degli Esposti, Dante Gorreri, Osvaldo Poppi, Mario Ricci, 2001
- con G. Boccolari, Prampolini e il socialismo reggiano, Reggio Emilia, L'Almanacco, 2001, CD rom allegato agli atti del convegno prampoliniano organizzato nel novembre 1993.

### 2002
- Società di massa, giovani, rivoluzione. Il fascismo di Ramiro Ledesma Ramos, Bologna, Clueb, 2002
- Fascismo e dittatura franchista, in “Italia contemporanea”, n. 225, dicembre 2001
- Strategia del terrore nei venti mesi di Salò, in “Argentovivo”, n. 5, maggio 2002
- L'Europa degli anni trenta: il tempo dell'intolleranza, in La Cattedra negata. Dal giuramento di fedeltà al fascismo alle leggi razziali nell'Università di Bologna, di D. Mirri - S. Arieti, Bologna, Clueb, 2002
- Alcune considerazioni sull'Università in Italia negli anni del fascismo, in “Cuadernos del Instituto Antonio Nebrija”, n. 5, 2002
- Un consenso necessario, in, Storia di Comacchio nell'età contemporanea, di Aldo Berselli, Ferrara, Este Edition, 2002

### 2003
- Fastidiosa per la destra la storia contemporanea, in “Argento vivo”, gennaio 2003
- Presentazione a Giordano Dalmonte, Centoquarantacinque giorni. Sul fronte di Cotignola 17 novembre 1944-10 aprile 1945, Cotignola, Primola edizioni, 2003
- Sul negazionismo e altre cose, in “Resistenza oggi”, n. 4, settembre 2003
- Riflessioni sulla violenza, in “Ricerche storiche”, n. 96, dicembre 2003

### 2004
- Cinque storie dimezzate, in “Spagna contemporanea”, n. 24
- Introduzione a, Il Rettore della Rsi. Goffredo Coppola tra filologia e ideologia, di Federico Cinti, Bologna, Clueb, 2004
- Recensione a Pedro Carlos González Cuevas, Tres ideas políticas en España: el primer Ramiro de Maeztu, Charles Maurras y Carl Schmitt, in “Hispania” n. 217
- Il Cumer, in “I Quaderni di Resistenza oggi. II: 1944 La Lotta di Liberazione”, Bologna, Anpi, 2004
- L'autunno del 1944 a Bologna, in “I Quaderni di Resistenza oggi. II: 1944 La Lotta di Liberazione”, Bologna, Anpi, 2004
- Sopravvivere. Il 1943 della Spagna franchista, in “Spagna contemporanea”, n. 25
- Case del Popolo: nascita e fine della socialità proletaria, in Con il sacrificio di oscuri lavoratori. La Casa del Popolo di Prato Carnico. Dalle origini al secondo dopoguerra, di Marco Puppini, Prato Carnico (Ud), Società Cooperativa Casa del Popolo

### 2005
- Autunno 1944: la crisi della Resistenza bolognese, in Studenti per la democrazia. La rivolta dei giovani contro il nazifascismo, di Gian Paolo Brizzi, Bologna, Clueb, 2005
- Presentazione a, Autunno inverno '44. Repressione nazifascista e polizia partigiana, di Renato Romagnoli, Bologna, Anpi, 2005
- Sopravvivere. Il 1943 della Spagna franchista, in Ottosettembre 1943. Le storie e le storiografie, di Alberto Melloni, Reggio Emilia, Diabasis, 2005
- Tavola Rotonda su L'eclissi della democrazia (con Alfonso Botti, Carmelo Adagio e Marco Cipolloni), in “Spagna Contemporanea” n. 26 [giugno 2005]
- Alle radici della questione basca, in “Spagna Contemporanea” n. 26 [giugno 2005]
- Prefazione, a La guerra era finita ma non era finita! Dopo sono cominciate le avventure. La Resistenza narrata dai protagonisti di Gargallo e Santa Croce, di Gian Luca Fontana, Carpi, Nuovagrafica, 2005
- «Franchismo come fascismo», in Alla ricerca dei testi teorici da Ledesma Ramos a Franco, di Paolo Giannotti e Stefano Pivato, Studi in onore di Enzo Santarelli, Ancona, Consiglio regionale delle Marche, 2005
- Recensione a Gabriele Ranzato, in Hispania, n. 221, settembre-dicembre 2005
- Franchismo. Sui caratteri del fascismo spagnolo, Bologna, Clueb, 2005

### 2006
- Paysans et résistance en Italie, in Les Résistances miroirs des régimes d'oppression, di François Marcot - Didier Musiedlak, Besançon, Presses universitaires de Franche-Comté
- Italia e Spagna negli anni trenta e quaranta, in “Storia e problemi contemporanei”, n. 41, gennaio-aprile
- La politica e il detersivo, ovvero come si fa propaganda, “Storia e problemi contemporanei”, n. 42
- Diversa opinione. Ramiro Ledesma Ramos: un pensatore fascista, “Spagna contemporanea”, n. 28

- “Arriba España!”. Ramiro Ledesma Ramos, o la política com a propaganda, “Recerques”, n. 50
- Prefazione a, Il lungo cammino della democrazia. Sessant'anni di vita politica e sociale a Cotignola (1945-2005), di Giordano Dalmonte Faenza. Edit
- Religione della politica e religiosità in George W. Bush, “Storia e problemi contemporanei”, n. 43

### 2007
- Esame e demolizione di un mito franchista: la Spagna come terra di rifugio per gli ebrei, in «Spagna Contemporanea»
- José Antonio cent'anni dopo: continuano a celebrarlo. Alcune riflessioni bibliografiche, in «Spagna Contemporanea»
- La politica e la propaganda. Ramiro Ledesma Ramos e il caso spagnolo, in «Storia e problemi contemporanei»
- L'ultima crociata, in: Dai cantieri della storia. Liber amicorum per Paolo Prodi, Bologna, Clueb
- Per i fascisti neppure un sorriso. Stampa femminile nella Resistenza, in «Storia e problemi contemporanei»
- Prefazione a: Renato Sasdelli, Ingegneria in guerra. La Facoltà di Ingegneria di Bologna dalla RSI alla Ricostruzione 1943-1947, Bologna, Clueb
- Presentazione a: Passato prossimo. La Resistenza bellunese raccontata ai giovani, Belluno, Isbrec

### 2008
- Il trattore e il mappamondo. Storia e mito dei fratelli Cervi, in «Storia e problemi contemporanei»
- con D. Gagliani, La politica del terrore. Stragi e violenze naziste e fasciste in Emilia-Romagna, Napoli, Ancora del Mediterraneo
- Miti, simboli, consenso, in «Spagna contemporanea»
- Modena, in: La politica del terrore. Stragi e violenze naziste e fasciste in Emilia-Romagna, Napoli, Ancora del Mediterraneo
- Religione e politica. Il caso americano e George W. Bush, in: Forme & figure della riforma, Bologna, Comune di Bologna - Quartiere Porto

### 2009
- Introduzione alla sessione storica, in Colline di sabbia. Un viaggio fra storia e natura alla scoperta delle alture forlivesi, [Forlì], Orazio Fabbri editore, 2009, pp. 29–31

Per Lino Marini storico dell'età moderna, Roma, Carocci, 2009, 246 pp. (a cura, con Giovanni Ivan Tocci)
Convergenze e divergenze. Marini e la Deputazione per la storia della Resistenza, in Per Lino Marini storico dell'età moderna, Roma, Carocci, 2009 (a cura, con Giovanni Ivan Tocci), pp. 101–121
C'era una volta il partito di massa…, “Storia e problemi contemporanei”, n. 51, maggio-agosto 2009, pp. 179–184.
Chi difese la Repubblica?, “Spagna Contemporanea”, n. 35, 2009, pp. 174–179
Ossessioni politiche e propaganda: gli ultimi discorsi pubblici di Franco, in Alfonso Botti – Massimiliano Guderzo (a cura), L'ultimo franchismo tra repressione e premesse della transizione (1968-75), Soveria Mannelli, Rubbettino, 2009, pp. 139–154
Sovversivi, antifascisti, partigiani, in Maria Malatesta (a cura), Atlante delle professioni, Bologna, Bononia University Press, 2009, pp. 216–227 (con Alberto Preti)
Europa 1939. Fascismo, nazionalismo, autoritarismo, in “Storia e problemi contemporanei”, n. 52, settembre-dicembre 2009, pp. 131–157

### 2010
Introduzione, in Alcide Cervi, I miei sette figli, Torino, Einaudi, 2010, pp. v-xxxii
Introduzione, in Alcide Cervi, I miei sette figli, Torino, Einaudi, 2010, pp. v-xxxii, Seconda ed. rivista
Sul fascismo portoghese, in “Storia e problemi contemporanei”, n. 54, maggio-agosto 2010, pp. 185–191
Recensione a Mercedes Peñalba, Falange española: historia de un fracaso, Pamplona, Ediciones Universidad de Navarra, 2009, in “Hispania”, 2. 234, enero-abril 2010, pp. 273–276
Europa 1939: las derechas, in Francesc Vilanova i Vila-Abadal – Pere Ysàs i Solanes (eds.), Europa, 1939: el año de las catástrofes, València, Publicaciones de la Universitat de València, 2010, pp. 109–127

### 2011
Presentazione, in Gino Bedeschi, Una lunga estate calda. La Resistenza nel Polesine, Rovigo, Minelliana, 2011, pp. 9–13
Identikit della Resistenza. I partigiani dell'Emilia-Romagna (a cura, con Alberto Preti), Bologna, Clueb, 2011, 247 pp.
Aspetti sociali della Resistenza in Emilia-Romagna. Alcune considerazioni, in Luciano Casali – Alberto Preti (a cura), Identikit della Resistenza. I partigiani dell'Emilia-Romagna, Bologna, Clueb, 2011, pp. 17–52
Presentazione, in Roberta Mira – Simona Salustri, Partigiani, popolazione e guerra sull'Appennino. L'8ª brigata Garibaldi Romagna, Cesena, Il Ponte Vecchio, 2011, pp. xi-xv
Il “corporativismo integrale” di Mihail Manoilescu, in Pensare la contemporaneità. Studi di storia per Mariuccia Salvati, Roma, Viella, 2011, pp. 441–452
La enseñanza de la historia en la Universidad del primer franquismo, Recensione a Yolanda Blasco Gil – María Fernanda Mancebo, Oposiciones y concursos a cátedras de historia en la Universidad de Franco 1939-1950, València, Universitat, 2010, in “Historiografías”, n. 2 (luglio-dicembre 2011), pp. 140–142

### 2012
Resistencia y memoria de la Resistencia en Italia (con Roberta Mira), in “Alcores”, n. 11/2011 [ma aprile 2012], pp. 129–145
L'Università italiana dal Fascismo alla Repubblica. Tentativi di rinnovamento e sostanziale continuità, in Vítor Neto (coord.), República, Universidade e Academia, Coimbra, Edições Almedina, 2012, pp. 353–364
Le vicende politiche internazionali nell'analisi di “Risorgimento Socialista”, in Learco Andalò (a cura), L'eresia dei Magnacucchi sessant'anni dopo. Storie, analisi, testimonianze, Bologna, Bononia University Press, 2012, pp. 25–46
Don Giovanni Minzoni: un prete moderno e scomodo, in “Storia e problemi contemporanei”, n. 60, maggio-agosto 2012, pp. 217–224
Per una storia del Partito comunista italiano dell'Emilia-Romagna: frammenti e problemi, in Lorenzo Capitani (a cura), Emilia Rossa. Immagini, voci, memorie dalla storia del Pci in Emilia-Romagna (1946-1991), Correggio, Vittoria Maselli Editore, 2012, pp. 26–36
Revolución y violencia en el lenguaje estudiantil de los Setenta: Italia y España, in Matrícula y lecciones, XI Congreso Internacional de Historia de las universidades hispánicas, València, Universitat de València, 2012, I, pp. 287–298
Recensione a Dario Fertilio, L'ultima notte dei fratelli Cervi. Un giallo nel triangolo della morte, Venezia, Marsilio, 2012, in “Ricerche storiche”, n. 114, ottobre 2012, pp. 169–171
La Festa dell'uva, in “Bollettino di Russi”, dicembre 2012, p. 11
Referendum on monarchy in Italy, 1946 – El referéndum de la monarquía en Italia, 1946 (con Roberta Mira), in “Destino Republicano – Republican Fate”, 15 dicembre 2012, www.destinorepublicano.wordpress.com
L'esempio per un Ateneo libero e democratico, in “Resistenza” (Bologna), n. 4, dicembre 2012, pp. 7–8

### 2013
Anni indimenticabili, in “Ross zétar d'Rumagna”, n. 90, aprile 2013, pp. 9–13
Combats pour l'histoire, in “Spagna contemporanea”, n. 42 (aprile 2013), pp. 113–122
Socialismo, socialismo marchigiano, riformismo, in “Storia e problemi contemporanei”, n. 62 (aprile 2013), pp. 121–126
L'oportunisme de Franco. Un informe sobre la qüestió jueva (1949), Edició, introducció i notes, con Lola Harana, Catarroja – Barcelona, Editorial Afers – Centre d'estudis històrics internacionals, 2013, 136 pp.
Bugie di guerra. Il 1939-1943 dei bolognesi attraverso le pagine del “Carlino”, in Storia di Bologna, 4/II: Bologna in età contemporanea 1915-2000, Bologna, Bononia University Press, 2013, pp. 547–586
Presentazione, in Marco Cerri, Papà Cervi e i suoi sette figli. Parole della storia e figure del mito, Soveria Mannelli, Rubbettino editore, 2013, pp. 9–13

### 2014
Società, politica, amministrazione dall'Unità al Novecento, in Eraldo Baldini – Dante Bolognesi (a cura), Storia di Russi. Dalla villa alla città, Ravenna, Longo, 2014, pp. 233–308
Premessa, in Pier Giorgio Ardeni, Cento ragazzi e un capitano. La brigata Giustizia e Libertà “Montagna” e la Resistenza sui monti dell'alto Reno tra storia e memoria, Bologna, Pendragon, 2014, pp. 9–12
L'Italia in guerra. Dalla crisi dell'esercito alla Resistenza, in Antonio Sciolino (a cura), Dalla notte della dittatura all'alba della libertà. Una riflessione a più voci per un contributo alla storia locale e nazionale, Imola, Bacchilega, 2014, pp. 83–91
Per la democrazia o per la rivoluzione? Studenti contro il Franchismo a Barcellona, in “Spagna Contemporanea”, n. 44, 2013 [ma giugno 2014], pp. 135–159
Recensione a Stefano Pivato, I comunisti mangiano i bambini, in “Percorsi storici”, n. 2, agosto 2014
Il movimento studentesco a Barcellona. Per la democrazia o per la rivoluzione?, in Alberto Malfitano – Alberto Preti – Fiorenza Tarozzi (a cura), Per continuare il dialogo… Gli amici ad Angelo Varni, Bologna, Bononia University Press, 2014, pp. 243–255

### 2015
Estremisti di sinistra. I marxisti-leninisti italiani e francesi nella analisi della Organización comunista de España Bandera Roja, in “Storia e problemi contemporanei”, n. 66, maggio-agosto 2014 [ma: marzo 2015], pp. 137-155
I comunisti anconetani raccontano… e rimpiangono, in “Storia e problemi contemporanei”, n. 66, maggio-agosto 2014 [ma: marzo 2015], pp. 181-184
Prefazione, in Ada Corsini (a cura), Sulla linea di guerra. Gli abitanti di Santa Maria Villiana, Rocca Pitigliana, Pietracolora, Affrico e dintorni sul fronte della Linea Gotica. 1944-1945. Testimonianze e documenti, Porretta, tip. Pisi e Cinti, 2015, pp. 5-8
La Resistenza senz'armi di Claudio Pavone, in “Percorsi storici”, n. 3, giugno 2015 (www.percorsistorici.it)
Le Marche nel Novecento, in “Storia e problemi contemporanei”, n. 67, settembre-dicembre 2014 [ma: giugno 2015], pp. 151-155
Una collezione di errori e disinformazione, in “Spagna contemporanea”, n. 47, 2015, pp. 142-144
2016
Uomini comuni dalla parte degli armeni e degli ebrei, in “Storia e problemi contemporanei”, n. 69, maggio-agosto 2015 (ma gennaio 2016), pp. 167-171
Dictaduras meridionales: Italia, in Gutmaro Gómez Bravo (ed.), Civilización o barbarie. El totalitarismo y la construcción de la Europa moderna, Madrid, Editorial Pablo Iglesias, 2016, pp. 103-122
Introduzione, in Luigi Cavazzoli, La Battaglia partigiana di Gonzaga, Gonzaga, Comune di Gonzaga, 2015 [ma: 2016], iii edizione, pp. 15-34
Introduzione, in Ciro Dalmonte, Una lucciola nel sole della libertà, Ravenna, Istituto storico della Resistenza, 2016 (I ed.: 1966), pp. vii-xvi
A cinquanta anni dalla morte di Delio Cantimori, in “Ross zétar d’Rumâgna”, n. 97, settembre 2016, pp. 7-10
Un Historikerstreit sulla Spagna?, in “Spagna Contemporanea”, n. 49/2016, pp. 209-217
Emilio Sereni, dirigente politico e studioso, in “Storia e problemi contemporanei”, n. 71, gennaio-aprile 2016 (ma ottobre), pp. 183-189
Una strage impunita, in “Percorsi storici”, n. 4, giugno 2016 (www.percorsistorici.it)
L’antifascismo e la Guerra civile spagnola, in Ricordare e raccontare la Guerra di Spagna 1936-2016, Valsamoggia, Comune-Anpi-Fondazione Rocca dei Bentivoglio, 2016, pp. 9-12
2017
A proposito dell’imperialismo fascista, in “Storia e problemi contemporanei”, n. 73, settembre-dicembre 2016 [ma aprile 2017], pp. 191-199
I generali corrotti del regime franchista, in “Spagna Contemporanea”, n. 51, [settembre 2017], pp. 250-255
Per non dimenticare Rino Molari (con Pier Gabriele Molari), Santarcangelo di Romagna, ANPI, 98 pp. – I edizione: 5 settembre 2017
Per non dimenticare Rino Molari (con Pier Gabriele Molari), Santarcangelo di Romagna, ANPI, 97 pp. – II edizione: 20 settembre 2017
2018
Italy 1936: From Consensus to First Doubts about the Regime, in Raanan Rein – Joan Maria Thomàs (eds.), Spain 1936. Year zero, Brighton-Portland-Toronto, Sussex Academic Press, 2018, Isbn 978-1-84519-892-3, pp. 133-151
Una recensione per Fiorenza… Stragismo e lotte sociali, in “Percorsi storici”, n. 5/2017 (ma: 2018)
2019
L’antifascismo e la Guerra civile spagnola, in Oggi in Spagna. Domani in Valsamoggia. L’Antifascismo e la Guerra Civile Spagnola nelle vite dei protagonisti di Valsamoggia, Bazzano, Fondazione Rocca dei Bentivoglio, 2019, pp. 13-17
Prefazione. Alcune considerazioni sulla Resistenza di Iader, in Piergiorgio Rosetti (a cura), Mi chiamo Iader. Memoria partigiana di Iader Miserocchi, Cesena, Il Ponte Vecchio, 2019, pp. 11-18
Ceto medio e Emilia rossa: riflessioni su un discorso di Togliatti e su Sereni, in Giorgio Vecchio (a cura), Emilio Sereni. L’intellettuale e il politico, Roma, Carocci, 2019, pp. 223-231
Palmiro Togliatti e la “Democrazia progressiva”, in Alessandra Deoriti – Giovanni Turbanti (a cura), Nel conflitto delle ideologie. La chiesa e la politica bolognese tra la guerra e il concilio (1945-1965), Bologna, Pendragon, 2019, pp. 79-96
Lavoratori e società a Russi. Alcune considerazioni a partire dalla storia della Camera del lavoro, in La Camera del lavoro di Russi si racconta. 40 anni di storia dalla voce dei protagonisti (dal 1945 al 1985), Rimini, Centro Stampa Digitalprint Srl, 2019, pp. 197-203
Chi ha ammazzato il generale Balmes? Francisco Franco e l’inizio della Guerra civile, in “Spagna Contemporanea”, n. 55/2019, pp. 241-246
2020
L’Istituto Alcide Cervi: ricordare e celebrare, ma non solo, in Laura Artioli, Con gli occhi di una bambina. Maria Cervi, memoria pubblica della famiglia, Roma, Viella, 2020, pp. 199-202
Lungo la Linea Gotica, in Giorgio Vecchio – Gabriella Gotti (a cura), Il paesaggio violentato. Le due guerre mondiali, le persone, la natura, Roma, Viella, 2020, pp. 213-227
Prefazione, in Patrizia Zanasi, Amedeo Nerozzi il primo sindaco antifascista di Marzabotto, Marzabotto, Comitato Regionale per le Onoranze ai Caduti di Marzabotto, 2020, pp. 6-7
2021
Pietro e Carlo Farini, in “Ross zétar d’Rumagna”, n. 106, marzo 2021, pp. 15-16
Una giovane attrice intelligente. Lettere di Lucia Sarzi (1938-1940), a cura (con Laura Artioli), Roma, Viella, 2021, 118 pp.
Lino e la “invenzione” della propaganda, in Lino Bondi, Anni indimenticabili. Dalla lotta di liberazione all’impegno politico e sociale, II edizione ampliata e curata da Luciano Minghetti e Andrea Bondi, Imola, Bacchilega Editore, 2021, pp. 7-8.
Introduzione, in Federico Cinti, Il mio nome era Tempesta. Vita del partigiano e combattente Franco Guazzaloca, Bologna, Paolo Emilio Persiani Editore, 2021, pp. 9-13.
Dalla Brigata “Nello” alla Brigata “Dragone”. Intervista effettuata il 22 agosto 1969, in Walter Telleri – Alberto Fognani (a cura), Il diario della 33ª Brigata Dragone, Modena, Edizioni Artestampa, 2021, pp. 10-35.
2022
Tradimenti contro la Repubblica, in “Spagna Contemporanea”, n. 60/2021, pp. 202-205.
Pietro Farini, In marcia con i lavoratori. Memorie 1862-1932, a cura (con Angelo Bitti), Roma, Viella, 2022, 296 pp.
Pietro Farini, uomo di tutte le battaglie (con Angelo Bitti), in Pietro Farini, In marcia con i lavoratori. Memorie 1862-1932, a cura (con Angelo Bitti), Roma, Viella, 2022, pp. 7-30.
William e la storia della Resistenza, in Mauro Maggiorani (a cura), Bologna ricorda il partigiano William nel centesimo anniversario della nascita, Bologna, Pendragon, 2022, pp. 40-42.
Neo-fascismo e nuova destra, in “Spagna Contemporanea”, n. 61/2022, pp. 171-177.
2023
Pio xii e la Spagna, in “Spagna Contemporanea”, n. 63/2023, pp. 150-154.
Una strage dimenticata. Fossoli-Cibeno 12 luglio 1944 [con Pier Gabriele Molari], in “ua/3p”, n. 3/dicembre 2023, pp. 6-8.
2024
Alcune riflessioni sull’antifascismo in Emilia Romagna, in “Ricerche Storiche”, n. 137/[aprile] 2024, pp. 43-72.
Riccardo Fedel. La questione della moralità nella Resistenza, in Maurizio Balestra, Riccardo Fedel “Libero”. Comandante della Brigata Partigiana Romagnola. Una biografia, Cesena, Società Editrice Il Ponte Vecchio, [ottobre] 2024, pp. 137-142.
Per una storia dell’Istituto Cervi [con Laura Artioli], in Giorgio Vecchio (a cura), L’Italia dei Cervi, l’Italia del Cervi, Roma, Viella, [dicembre] 2024, pp. 197-215.